# Harry Challstorp
Malcolm Heribert „Harry” Challstorp, pierwotnie Kjellstorp, później Chellstorp (ur. 7 lutego 1884 w Rabbalshede, zm. 17 października 1961 w Venturze) – szwedzki zapaśnik, olimpijczyk z 1908.
Na igrzyskach olimpijskich w 1908 w Londynie wystąpił w kategorii średniej w obu stylach. W stylu klasycznym został sklasyfikowany na 17.–21. miejscu, a w stylu wolnym na 9.–12. miejscu. Stoczył na igrzyskach dwie walki (po jednej w każdym ze stylów), obie przegrane.

## Letnie Igrzyska Olimpijskie 1908
| Konkurencja           | Eliminacje                  | Klas. końcowa |
| Konkurencja           | Przeciwnik I                | Miejsce       |
| --------------------- | --------------------------- | ------------- |
| styl klasyczny, 73 kg | Fred Beck (GBR) P           | 17.           |
| styl wolny, 73 kg     | George de Relwyskow (GBR) P | 9.            |